# 조나단 로란
조너선 로크런(Jonathan Loughran, 1966년 1월 1일 ~ )은 미국의 배우이다.
미국에서 태어났다.

## 영화
- 잭 앤 질 (2011년) - 모니카의 남자친구 역
- 마이 프리텐드 와이프 (2011년) - 픽 업 가이 #1 역
- 그로운 업스 (2010년)
- 하우스 버니 (2008년)
- 베드타임 스토리 (2008년)
- 데쓰 프루프 (2007년) - 제스퍼 역
- 척 앤 래리 (2007년)
- 그라인드하우스 (2007년)
- 그랜드마 보이 (2006년)
- 벤치워머스 (2006년)
- 첫 키스만 50번째 (2004년) - 제니퍼 역
- 딕키 로버츠 - 왕년의 아역 스타 (2003년)
- 킬 빌 - 1부 (2003년)
- 성질 죽이기 (2003년) - 네이트 역
- 내셔널 시큐리티 (2003년)
- 마스터 오브 디즈가이즈 (2002년)
- 펀치 드렁크 러브 (2002년)
- 리틀 니키 (2000년) - 존 역
- 빅 대디 (1999년) - 마이크 역
- 워터보이 (1998년)
- LA 캅스 (1996년)